# Шерер, Джин
Джин Шерер (англ. Gene Scherer, 26 августа 1937 — 28 февраля 2015) — американский актёр второго плана, наиболее известный в голливудских фильмах 1980-х годов характерными ролями жёстких советских офицеров армии и разведки, говорящих по-английски с «образцовым» русским акцентом.
Как архетипичный «плохой русский Голливуда» был приглашён на ток-шоу «Hot Seat» Джорджа Уолли. Ток-шоу было посвящено дискуссии на острую в тот момент тему ввода советских войск в Афганистан, где Шерер защищал точку зрения о справедливости действий советского правительства. В начале программы ведущий представляет его как «живший в Москве русский Геннадий Беглов, а ныне голливудский актёр Джин Шерер». Реальные ли это факты биографии и действительная политическая позиция актёра, или же элементы шоу, сказать затруднительно.  В иных открытых источниках подтверждений информации нет.
Умер 28 февраля 2015 года, похоронен на кладбище голливудских актёров Valley Oaks Memorial Park в Лос-Анджелесе.

## Фильмография
| Год  |    | Русское название         | Оригинальное название        | Роль                                         |
| ---- | -- | ------------------------ | ---------------------------- | -------------------------------------------- |
| 1978 | с  | Досье детектива Рокфорда | The Rockford Files           | Руди Ганс                                    |
| 1979 | с  | Отныне и во веки веков   | From Here to Eternity        | капрал Ковальски                             |
| 1979 | с  | Остров фантазий          | Fantasy Island               | Герман Геринг                                |
| 1980 | с  | Белая тень               | The White Shadow             | Димитров                                     |
| 1981 | ф  | Добровольцы поневоле     | Stripes                      | советский офицер                             |
| 1982 | ф  | Огненный лис             | Firefox                      | русский капитан                              |
| 1982 | с  | Охотник Джон             | Trapper John, M.D.           | русский охранник                             |
| 1984 | с  | Детектив Майк Хаммер     | Mike Hammer                  | убийца                                       |
| 1984 | ф  | Красный рассвет          | Red Dawn                     | офицер КГБ                                   |
| 1985 | с  | Воздушный волк           | Airwolf                      | русский матрос-радист                        |
| 1985 | ф  | Реаниматор               | Re-Animator                  | второй швейцарский полицейский               |
| 1986 | с  | Команда «А»              | The A-Team                   | полковник Михаил (в титрах Иван) Педавич     |
| 1986 | с  | Путь на небеса           | Highway to Heaven            | Андровский                                   |
| 1986 | с  | Пугало и миссис Кинг     | Scarecrow and Mrs. King      | Андрей Крупский                              |
| 1987 | ф  | Закон Чёрного орла       | The Order of the Black Eagle | Куртц                                        |
| 1987 | ф  | Полицейский из Голливуда | Hollywood Cop                | н/д                                          |
| 1987 | ф  | Русские                  | Russkies                     | капитан русского траулера «Воркабич»         |
| 1988 | с  | —                        | High Mountain Rangers        | Денилор                                      |
| 1988 | ф  | Красная жара             | Red Heat                     | советский консул Дмитрий Степанович          |
| 1993 | с  | Мерфи Браун              | Murphy Brown                 | русский                                      |
| 1993 | ф  | Бегущий по льду          | The Ice Runner               | Русский военный судья (в титрах Gene Schere) |
| 1993 | ки | —                        | Spycraft: The Great Game     | Дубанский                                    |